# Кулаки в кармане
«Кулаки в кармане» (итал. I pugni in tasca) — итальянский кинофильм 1965 года, дебютная работа режиссёра Марко Беллоккьо, снятая им по собственному сценарию.

## Сюжет
В доме за городом живёт пять человек, между которыми постоянно происходят ссоры. Судьба связала вместе тех, кто в одиночестве не может выжить, и тех, кому кажется невозможным жить рядом с болезнью. Слепая мать семейства живёт только своим прошлым. Её младший сын Леон с задержкой в развитии и эпилепсией, нежный и беззащитный, но бесполезный в глазах родственников, произносит единственную фразу в течение фильма. Старший брат Аугусто — «нормальный». Циничный обыватель, планирует жениться и уехать из дома, оставив всех без средств и способов существования. Он подозревает свою сестру Джулию в том, что та всеми способами пытается опорочить его перед его невестой. В этом доме часто появляются записки. Одну из таких записок Аугусто получает от Алессандро, главного героя фильма, страдающего сильными головными болями и помутнением разума. Алессандро пишет ему, что планирует разбить машину по дороге, когда повезет всё семейство на кладбище в день поминовения. Нарциссизм и болезненные фантазии Алессандро постепенно разрушают отношения и жизни. В финальной сцене эпилептический припадок Алессандро заритмован со знаменитой арией из «Травиаты».

## Производство
Семья режиссёра помогала в производстве фильма. Брат Марко Тонино дал на производство киноленты 50 миллионов лир, большая часть съёмки происходила в доме матери режиссёра..
Открытые съёмки проходили между Боббио и Пьяченцой.

## Подбор актёров
Изначально планировалось, что роль Джулии сыграет Сьюзен Страсберг, а роль Аугусто — Морис Роне. Роль Алессандро стала первой главной ролью шведского артиста Лу Кастеля.

## В ролях
- Лу Кастель — Алессандро
- Паола Питагора — Джулия
- Марино Мазе — Аугусто
- Лилиана Джераце — мать
- Пьерлуиджи Трольо — Леон
- Дженни Макнил — Лючия
- Ирен Аньелли — Бруна

## Награды и номинации
- 1965 — приз «Серебряный парус» Международного кинофестиваля в Локарно (Марко Беллоккьо).
- 1965 — приз города Имолы на Венецианском кинофестивале (Марко Беллоккьо).
- 1966 — премия «Серебряная лента» за лучшую оригинальную историю (Марко Беллоккьо), а также три номинации: лучший режиссёр (Марко Беллоккьо), лучший продюсер (Энцо Дориа), лучший сценарий (Марко Беллоккьо).